# Pascal Chabi Kao
Pascal Chabi Kao, né à Parakou le 10 mars 1935 et mort le 5 août 2024,, est une personnalité politique béninoise.

## Biographie
Chabi Kao est né le 10 mars 1935 à Parakou. Il a fait ses études à l'école normale de Côte d'Ivoire et à l'Université d'Aix-en-Provence en France, où il a obtenu une licence en économie. Il a été secrétaire général de la Banque de développement du Dahomey.

## Carrière politique
Chabi Kao a fait partie du cabinet du président Hubert Maga de 1960 à 1963 et a développé une relation personnelle étroite avec lui. Il a été nommé ministre du travail sous Christophe Soglo de 1966 à 1967. Il a eu connaissance du coup d’État de 1967 qui a renversé Soglo, et a été ministre des finances et de la fonction publique dans les administrations d'Alphonse Alley et de Maurice Kouandete, le seul civil du cabinet. Chabi Kao a menacé de faire sécession du nord du Dahomey en 1970 après l'annulation de l'élection présidentielle qui aurait rétabli Maga, mais a été nommé ministre du Travail et des Finances après la mise en place du Conseil présidentiel en mai 1970. Il a été accusé de plusieurs irrégularités, telles que la corruption, le trafic d'influence et le détournement de fonds dans l'affaire Kovacs de 1972. Justin Ahomadégbé-Tomêtin tente de le licencier, mais il est bloqué par Maga. Cela a déclenché le coup d'État d'octobre 1972 mené par Mathieu Kérékou, au cours duquel Chabi Kao a été brièvement emprisonné. Avec Alley et Jean-Baptiste Hachème, Chabi Kao a été accusé de préparer un coup d'État contre Kérékou le 28 février 1973 et a été emprisonné avec 20 ans de travaux forcés. Chabi Kao a été nommé ministre des Finances après sa libération anticipée de prison. Il a rejoint le Parti national pour la démocratie et le développement de Maga en 1989 et a été élu à un siège à l'Assemblée nationale lors des élections de 1991,.

## Décès
Pascal Chabi Kao meurt dans la matinée du lundi 5 août 2024 à son domicile de Cotonou, à l'âge de 89 ans.